# Doratura horvathi
Doratura horvathi är en insektsart som beskrevs av Wagner 1939. Doratura horvathi ingår i släktet Doratura och familjen dvärgstritar. Inga underarter finns listade i Catalogue of Life.